# Condado de Izard
O Condado de Izard é um dos 75 condados do estado americano do Arkansas. Sua sede de condado é Batesville. Sua população, segundo o censo americano de 2000, é de 13 249 habitantes.